# Ässhäk, Tales from the Sahara
Ässhäk, Tales from the Sahara (Duits: Ässhäk, Geschichte Aus Der Sahara) is een documentairefilm uit 2004 van Ulrike Koch. De film is een coproductie van onder andere ZDF, Arte en de NPS. Het woord Ässhäk betekent respect (voor alle levende wezens).
De film geeft zonder commentaar een sfeerimpressie van het leven van de islamitische Toearegnomaden in Niger, waarvan de mannen het gezicht verbergen achter een sluier en de vrouwen niet. De mannen berijden kamelen, de vrouwen verzorgen de tent, de kinderen, de geiten en de ezels. Alleen vrouwen bespelen de imzad, een eensnarige viool. De Toearegs hebben te maken met extreme leefomstandigheden en beschouwen de kameel als heilig.